# Destilat poljoprivrednog podrijetla
Destilat poljoprivrednog podrijetla je u smislu Pravilnika o jakim alkoholnim pićima Republike Hrvatske alkoholna tekućina proizvedena destilacijom prevrelih poljoprivrednih sirovina koja nema svojstva etilnoga alkohola ili jakog alkoholnog pića, ali još uvijek zadržava miris i okus upotrijebljene sirovine. Ondje gdje se navodi sirovina korištena u proizvodnji destilat mora biti proizveden samo od te sirovine.